# Jimmy Roselli
Michael John Roselli, detto Jimmy (Hoboken, 26 dicembre 1925 – Clearwater Beach, 30 giugno 2011), è stato un cantante statunitense di origini italiane, considerato tra i maggiori crooner tenorili della sua epoca.
Nel corso della sua carriera, pubblicò 36 album in studio. Tra le sue maggiori hit, figurano Come into My Life, There Must Be a Way, Malafemmena e When Your Old Wedding Ring Was New.

## Biografia
Jimmy Roselli nasce a Hoboken, nel New Jersey, il 26 dicembre 1925.
A soli due anni, rimane orfano di madre.
Comincia a cantare all'età di 9 anni in alcuni saloon di Hoboken. e all'età di 14 anni, si aggiudica il primo premio della Major Bowe's Amateur Hour  .
Nel 1946, lasciato l'esercito al termine della seconda guerra mondiale, iniziò ad esibirsi assieme a Jimmy Durante presso il Teatro di Boston.
Nel 1964, incide una delle sue maggiori hit There Must Be Another Way.
Tra il 1983 e il 1987, il suo disco When Your Old Wedding Ring Was New risulta uno dei maggiori successi radiofonici del Regno Unito.
Nel 2004, decide di abbandonare le scene.
Muore il 30 giugno 2011 nella sua casa di Clearwater Beach (Florida) per complicazioni cardiache.

## Discografia parziale

### Album
- Showcase: Jimmy Roselli (1963)
- This Heart of Mine (1964)
- The Great Ones (1965)
- Life and Love Italian Style (1965)
- Mala Femmena (1965)
- New York: My Port Of Call (1965)
- Saloon Songs (1965)
- Sold Out Carnegie Hall Concert (1967)
- Rock-A-Bye Your Baby (1968)
- The Christmas Album (1975)
- When Your Old Wedding Ring Was New (1982)
- Let Me Sing and I'm Happy (1988)
- They Used to Call Her Mary, Now They Call Her Ma (1989)
- Love Love Love (1993)

### Singoli
- A Fool In Love / The Sheik Of Araby (1962)
- Her Eyes Shone Like Diamonds (1963)
- This Is My Kind of Love / New York : My Port of Call (1965)
- Buon Natale (Means Merry Christmas to You) (1966)
- There Must Be a Way / I'm Yours to Command (1967)
- You Are Mine (Canto alla vita) (1968)
- I'll Take Care of You / Buona Sera, Mrs. Campbell (1969)
- Angelina / I'm Coming Home, Los Angeles (1970)
- Why Did You Leave Me (1975)
- Questions & Answers (1975)
- When Your Old Wedding Ring Was New (1982)